# 35-й (27-й) піший Ніжинський полк
35-й (27-й) піший Ніжинський полк у Чернігові — військова одиниця Армії УНР, що виникла в результаті українізації 331-го піхотного Орського полку російської армії.

## Створення
Після постання Директорії нараховував 70 козаків. Після всіх поневірянь — Київ, Золотоноша, козаки, що залишилися живими були зараховані до 2-го Чорноморського полку.